# Obbligato
En música clàssica, obbligato descriu generalment una línia musical que d'alguna manera és indispensable en la interpretació. La seva indicació oposada és ad libitum. També pot ser empleada, més específicament, per indicar que un passatge musical ha de ser tocat exactament com està escrit o només per l'instrument especificat. El terme és italià que al seu torn ve del llatí obligatus, que significa obligar. L'opció obligato no és acceptable. La paraula pot utilitzar-se per si sola com un substantiu, o bé aparèixer com un adjectiu en un sintagma nominal (i.g. Orgue obbligato).

## Diferents usos
Té diferents sentits segons el context o el moment:
- Independència. Obbligato inclou la idea d'independència. Per exemple, en les simfonies de 1780 de C. P. I. Bach apareix la següent indicació: «mit zwölf obligaten Stimmen» (amb dotze veus obbligato). Bach estava fent referència a les parts independents de vent fusta que estava usant per primera vegada. Aquestes parts també eren obbligato, en el sentit d'indispensables.

- Baix continu. En connexió amb les parts de teclat en la música barroca, obbligato té un significat específic. Descriu un canvi funcional de veu del baix continu (que l'intèrpret decideix com emplenar les harmonies discretament) a una part completament escrita de la mateixa importància a la part de la melodia principal.

- Ús contradictori. Un ús posterior té el significat de "opcional", que pot portar a confusió, ja que indica que una part no és obligatòria.[2] Un passatge difícil en un concert pot provocar que un editor incorpori una alternativa més fàcil que també s'anomena obbligato. O una obra pot tenir una part per a un o més instruments solistes, assenyalada com a obbligato, que és decorativa i no essencial; la peça ja és completa i pot ser interpretada sense la(s) part(s) afegida(s).[3] El terme tradicional és ad libitum o ad lib. O simplement "opcional", ja que ad lib. pot tenir una àmplia varietat d'interpretacions.

- Ús contemporani. En música clàssica contemporània el terme ha caigut en desús per part dels compositors, intèrprets i públic actual per igual, que han arribat a veure el text musical com el més important en les decisions pel que fa a l'execució musical.

En conseqüència, tot es considera ara obbligato tret que s'indiqui expressament el contrari en la partitura. Encara s'utilitza per designar una peça orquestral amb una part per a un instrument solista que destaca, però no és tan prominent com en un concert per a solista, com en el Concerto Grosso de Bloch. El terme ara s'utilitza principalment per debatre sobre la música del passat.
D'altra banda, un ús divertit és el que va fer Erik Satie en el tercer moviment d' Embryons desséchés (Embrions dissecats). En aquesta peça obbligato consisteix en una vintena de aocrds de fa major interpretat en fortissimo, satiritzant així l'estil simfònic de Beethoven. El terme també s'usa amb un sentit completament diferent, per fer al·lusió a una contramelodia, que és l'accepció usual en músiques com el jazz.

## Exemples

### Casos explícits
- J. S. Bach: va utilitzar "Orgue obbligato" per mostrar a primera vista la importància de la part de l'orgue. Per exemple, en la cantata Wer sich selbst erhöhet, der soll erniedriget werden, BWV 47 i en la cantata Gott ist mein König, BWV 71.
- Mozart: en l'ària de Zerlina "Batti, batti, o bel Masetto" de Don Giovanni va incloure la indicació "Cello obligato" .
- Beethoven: en el Duo per viola i violoncel, WoO 32 afegeix el subtítol "mit zwei obligaten Augengläsern" ("amb dues [parts de] lents obbligato") que sembla referir-se a la necessitat d'ulleres per Beethoven i el violoncel·lista en la primera representació.
- Heinrich Schütz: "Benedicam Dominum in omni tempore" en la Symphoniae sacrae (1629) per a soprano, tenor, baix i continu amb obbligato cornetto, o violino.
- John Philip Sousa: la marxa The Stars and Stripes Forever conté un piccolo obbligato.
- Ernest Bloch: Concerto Grosso núm. 1 per a orquestra de corda amb piano obbligato de 1925 és una peça neoclàssica amb harmonies modals del segle xx.
- Malcolm Arnold: A Grand, Grand Overture, Op. 57 (1956) és una paròdia del segle XX del concerto obertura del segle xix i conté parts obbligato per a quatre rifles, tres Hoover aspiradores (dos suports en si bemoll, un horitzontal amb ventosa desmuntable en do), i una enceradora elèctrica en mi bemoll.
- Benjamin Britten: Nocturn per a tenor, 7 instruments i corda obbligato de 1958, en el qual el solista tenor és acompanyat per un o més instruments obbligato en cadascun dels vuit moviments, a part del primer.

### Casos implícits
- J.S. Bach: trompeta obbligato en la cantata Jauchzet Gott in allen Landen, BWV 51.
- Mozart:

- Trompa obbligato durant l'ària de Sifare "Lungi dona et, mio bene" de Mitridate (1770).
- Flauta, oboè, violí i violoncel obbligati a El rapte en el serrall (1782).
- Dues àries amb clarinet obbligato; clarinet bassetto obbligato "Parto, ma tu ben mio" cantada per Sesto i trompa bassetto obbligato "Non piu di fiori" cantada per Vitellia en la La clemenza di Tito (1791).
- Piano obbligato en l'ària de concert "Ch'io mi scordi di te?… Non temer, amato bene, K. 505".

- Beethoven:

- Trompa obbligato en l'ària "Abscheulicher!/Komm Hoffnung" de Fidelio.
- Un violí obbligato especialment ornamentado apareix en el "Benedictus" de la Missa Solemnis.

- Mahler: corno (trompa) obbligato en la Simfonia núm. 5 (Mahler)
- Donizetti: flauta obbligato en la cadenza de la versió tradicional de l'escena de la bogeria en Lucia di Lammermoor (1835). Aquesta és una mostra del obbligato escrit per a flauta en particular, bastant usual en l'òpera romàntica.
- Ravel: les suites Daphnis et Chloé poden ser interpretades sense les parts corals i sovint són gravades d'aquesta manera, un exemple de l'ús contradictori comentat més amunt.
- Morton Gould: clarinet baix obbligato en el tercer moviment de Latin-American Symphonette.
- Frederik Magle: piano obbligato en el tercer moviment de suite simfònica Cantabile.